# Lycia Naff
Lycia Naff (* 29. August 1962 in Las Vegas) ist eine US-amerikanische Schauspielerin und Journalistin.
Ihre Schauspielerkarriere begann sie 1982 in der Fernsehserie Fame – Der Weg zum Ruhm. Ferner hatte sie Gastauftritte unter anderem in zwei Episoden von Raumschiff Enterprise – Das nächste Jahrhundert als leicht tollpatschiger Fähnrich Sonya Gomez; ihre Figur wurde schnell durch Lieutenant Reginald Barclay ersetzt.
Ihre bekanntesten Filmrollen sind Dixie, eine Prostituierte im Film Lethal Weapon – Zwei stahlharte Profis, und Mary, eine dreibrüstige Marsmutantenprostituierte im Film Die totale Erinnerung – Total Recall.
Als Journalistin schreibt sie für diverse Zeitungen und Magazine und ist Redaktionsmitglied beim The Miami Herald.

## Filmografie (Auswahl)
- 1983: Die Jeffersons (The Jeffersons, Fernsehserie, Folge 10x04)
- 1984: Computer Kids (Whiz Kids, Fernsehserie, Folge 1x14)
- 1985: Chefarzt Dr. Westphall (St. Elsewhere, Fernsehserie, 3 Folgen)
- 1985: Hunter (Fernsehserie, 2 Folgen)
- 1985: Hardcastle & McCormick (Hardcastle and McCormick, Fernsehserie, Folge 3x10)
- 1986: Ayla und der Clan des Bären (The Clan of the Cave Bear)
- 1982–1986: Fame – Der Weg zum Ruhm (Fame, Fernsehserie, 7 Folgen)
- 1987: Lethal Weapon – Zwei stahlharte Profis (Lethal Weapon)
- 1987: Max Headroom (Fernsehserie, Folge 1x06)
- 1988: Der Equalizer (The Equalizer, Fernsehserie, Folge 3x13)
- 1989: Raumschiff Enterprise – Das nächste Jahrhundert (Star Trek: The Next Generation, Fernsehserie, 2 Folgen)
- 1989: Zombie Town (Chopper Chicks in Zombietown)
- 1990: Baywatch – Die Rettungsschwimmer von Malibu (Baywatch, Fernsehserie, Folge 1x13)
- 1990: Junge Schicksale (ABC Afterschool Specials, Fernsehserie, Folge 18x06)
- 1990: Die totale Erinnerung – Total Recall (Total Recall)
- 1990: Flash – Der Rote Blitz (The Flash, Fernsehserie, Pilotfilm)
- 1991: Ein gesegnetes Team (Father Dowling Mysteries, Fernsehserie, Folge 3x13)
- 1991: Law & Order (Fernsehserie, Folge 2x04)
- 2007: Without a Trace – Spurlos verschwunden (Without a Trace, Fernsehserie, Folge 5x18)
- 2008: Ghost Whisperer – Stimmen aus dem Jenseits (Ghost Whisperer, Fernsehserie, Folge 4x09)
- 2021: Star Trek: Lower Decks (Fernsehserie, Folge 2x10)